# Tonfa

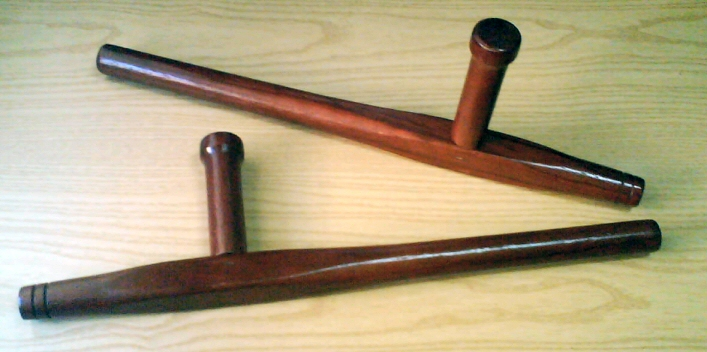
Tradiční dřevěné tonfy

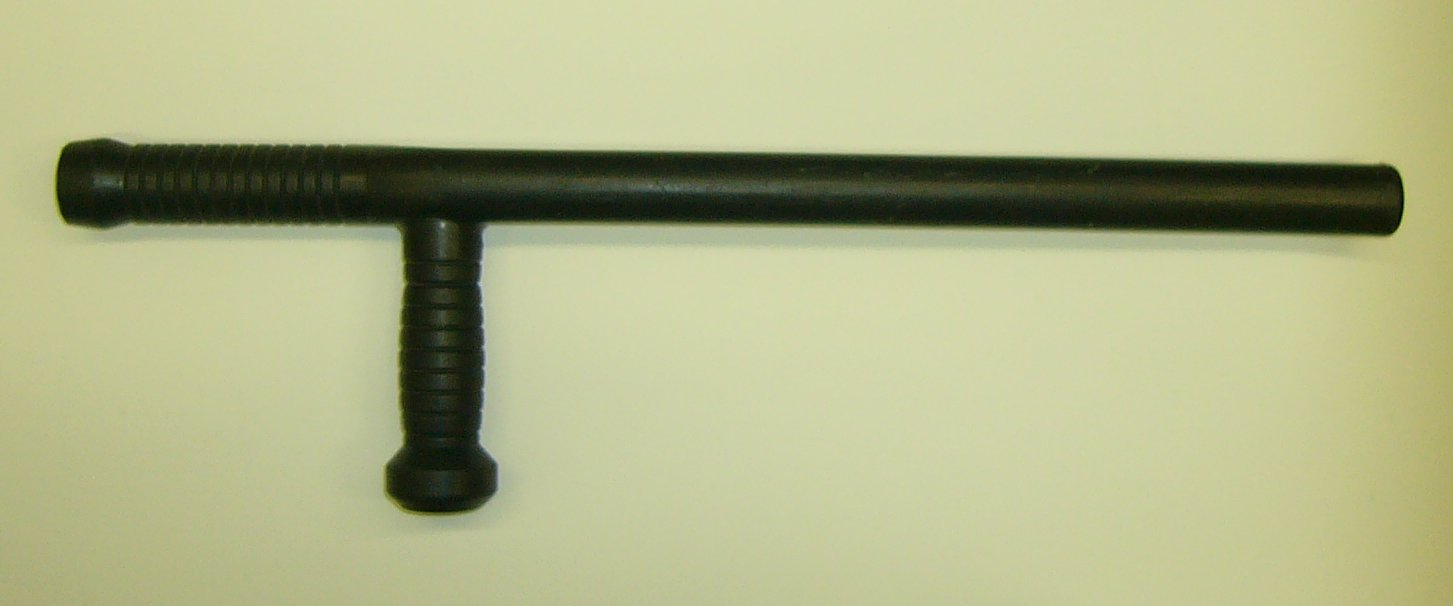
Moderní policejní tonfa

Tonfa („obušek s kolmou rukojetí“) je úderná ruční zbraň podobná obušku, vyrobená z plastu, dřeva, kovu. Oproti obušku se tonfa, díky dalšímu úchytu, dá používat variabilněji, a i proto ji dnes používají policisté místo klasického obušku. Oproti klasickému obušku je výhoda tonfy mj. v tom, že je možné krýt si s ní předloktí a zároveň rychle provést úder. V dnešní době už je tonfa i ve své teleskopické (tj. vysouvací) podobě. To je pro policejní složky praktické zejména v tom, že teleskopická tonfa jim nemusí překážet na opasku při běhu a díky své malé velikosti nebude tak nápadná, což může být v mnoha případech pro policisty výhoda.

## Původ
Sloužila na Okinawě jako odnímatelná dřevěná rukojeť mlýnského kamene na drcení rýže či obilí. Jako zbraň byla tonfa známá v celé jihovýchodní Asii, zda to již bylo v Indonésii, Filipínách nebo v Thajsku, kde byla známa pod jménem Mae.

## Rozdělení
Tonfy se dělí podle materiálu na dřevěné, kovové, plastové, pěnové; podle využití na cvičné, reálné; podle konstrukce na teleskopické, pevné.